# Thauria aliris
A Thauria aliris a rovarok (Insecta) osztályának lepkék (Lepidoptera) rendjébe, ezen belül a tarkalepkefélék (Nymphalidae) családjába tartozó faj.

## Előfordulása
A Thauria aliris előfordulási területe Délkelet-Ázsia. A következő országokban található és régiókban meg: Mianmar, Malajzia, Borneó és Vietnám északi része. Az Evans nevű kutató szerint ez a lepke faj nagyon ritka Észak-Mianmarban.

## Megjelenése
Elülső szárnyai felül feketék vagy sötétbarnák, egy-egy fehér sávval a közepükön; az elülső szárnyak alul is ilyenek, csak halványabb árnyalatban. Hátsó szárnyai felül félig sötétbarnák, félig viszont narancssárgák; alul pedig narancssárga vagy sárga alapon két-két szemfolt látható.

## Képek

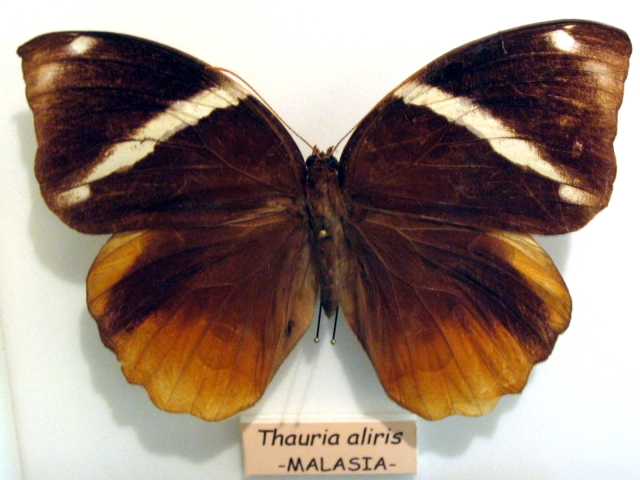
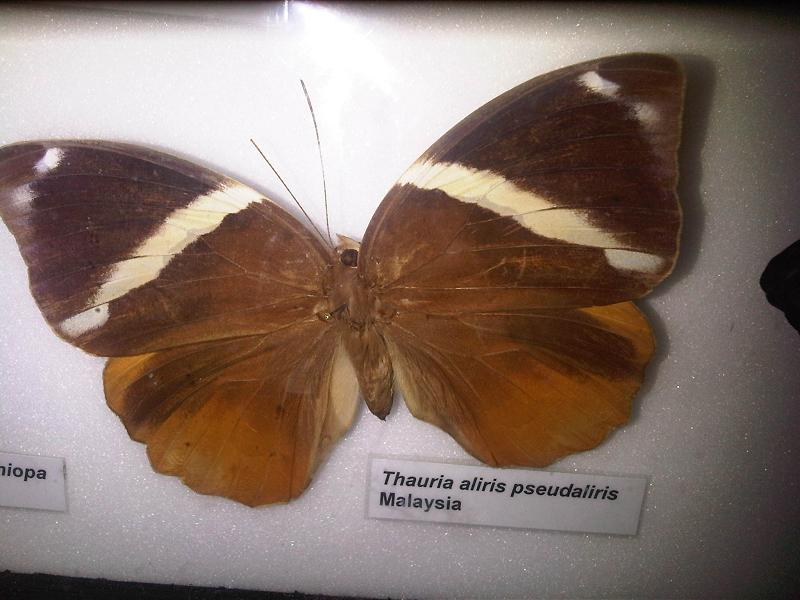
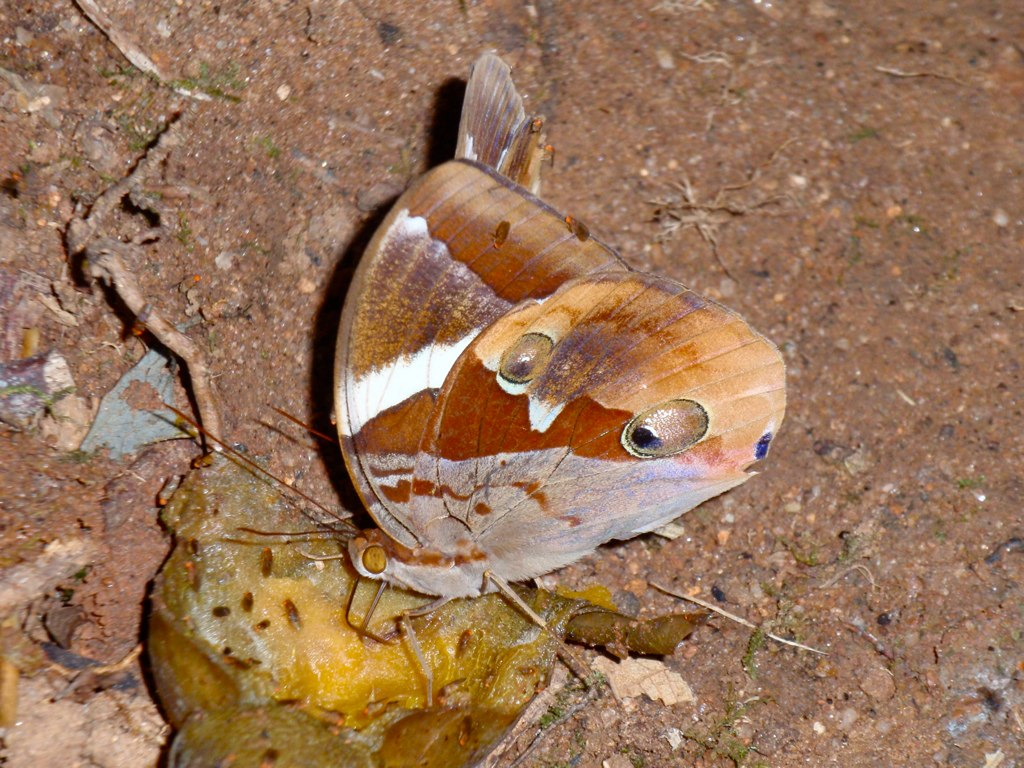

### Fordítás
- Ez a szócikk részben vagy egészben  a   Thauria aliris című angol Wikipédia-szócikk ezen változatának fordításán alapul.  Az eredeti cikk szerkesztőit annak laptörténete sorolja fel. Ez a jelzés csupán a megfogalmazás eredetét és a szerzői jogokat jelzi, nem szolgál a cikkben szereplő információk forrásmegjelöléseként.